# Белнап (Илиноис)
Белнап (енгл. Belknap) град је у америчкој савезној држави Илиноис.

## Демографија
По попису из 2010. године број становника је 104, што је 29 (-21,8%) становника мање него 2000. године.
| Група             | 2000.       | 2010.       |
| Белци             | 116 (87,2%) | 101 (97,1%) |
| Афроамериканци    | 1 (0,8%)    | 0 (0,0%)    |
| Азијати           | 0 (0,0%)    | 0 (0,0%)    |
| Хиспаноамериканци | 2 (1,5%)    | 0 (0,0%)    |
| Укупно            | 133         | 104         |